# Douglas Burden
William Douglas Burden –conocido como Doug Burden– (Rutland, 29 de julio de 1975) es un deportista estadounidense que compitió en remo.
Participó en tres Juegos Olímpicos de Verano, obteniendo dos medallas, bronce en Seúl 1988 (ocho con timonel) y plata en Barcelona 1992 (cuatro sin timonel), y el quinto lugar en Atlanta 1996 (ocho con timonel).
Ganó dos medallas en el Campeonato Mundial de Remo, en los años 1986 y 1987.

## Palmarés internacional
| Juegos Olímpicos   | Juegos Olímpicos         | Juegos Olímpicos  | Juegos Olímpicos   |
| Año                | Lugar                    | Medalla           | Prueba             |
| ------------------ | ------------------------ | ----------------- | ------------------ |
| 1988               | Seúl (Corea del Sur)     | Medalla de bronce | Ocho con timonel   |
| 1992               | Barcelona (España)       | Medalla de plata  | Cuatro sin timonel |
| Campeonato Mundial |                          |                   |                    |
| Año                | Lugar                    | Medalla           | Prueba             |
| 1986               | Nottingham (Reino Unido) | Medalla de bronce | Cuatro con timonel |
| 1987               | Copenhague (Dinamarca)   | Medalla de oro    | Ocho con timonel   |